# Oenothera coronifera
Oenothera coronifera är en dunörtsväxtart som beskrevs av Otto Renner. Oenothera coronifera ingår i släktet nattljussläktet, och familjen dunörtsväxter. Inga underarter finns listade i Catalogue of Life.